# Marj Mattar
Marj Mattar (tiếng Ả Rập: مرج مطر) là một ngôi làng Syria nằm ở Salamiyah Subdistrict thuộc quận Salamiyah, Hama. Theo Cục Thống kê Trung ương Syria (CBS), Marj Mattar có dân số 1255 trong cuộc điều tra dân số năm 2004.